# São Desidério
São Desidério é um município brasileiro do estado da Bahia. Sua população segundo dados do IBGE no censo 2010 era de 27.659, com um aumento de 8.653 habitantes em relação ao censo 2000 quando a população era de 19.006 habitantes, enquanto que pela estimativa de 2024 a população era de 34 783. A cidade está localizada a cerca de 900 quilômetros da capital Salvador, por acesso rodoviário e a 27 km de Barreiras, a principal cidade do oeste baiano. Sua área, de 15 157 005 quilômetros quadrados, o faz ser o segundo maior município da Bahia em extensão, depois de Formosa do Rio Preto.
O destaque deste município é a comunidade de Ilha do Vítor, na qual reuniu-se um grupo de artesãos e artesãs para produzir peças de artesanato com matérias primas nativas da região, especialmente o buriti. Os artesãos criaram a Associação dos Trançadores da Palha do Buriti e com o apoio do SEBRAE, passaram a confeccionar com mais qualidade os produtos que tradicionalmente confeccionavam em casa apenas para uso próprio.
A palha do buriti é usada na construção de portas e coberturas, na fabricação de móveis e de utensílios diversos, tais como redes, esteiras, vassouras, peneiras, balaios, rolhas e chapéus. Outro grande destaque no município é a produção agrícola, entre as mais competitivas do Brasil, tendo alcançado o maior valor de produção do país, segundo dados do IBGE, em 2012, superando Sorriso (MT). Já em 2018, foi apontado pelo IBGE como o maior PIB agrícola do país, com um faturamento de R$ 3,645 bilhões.

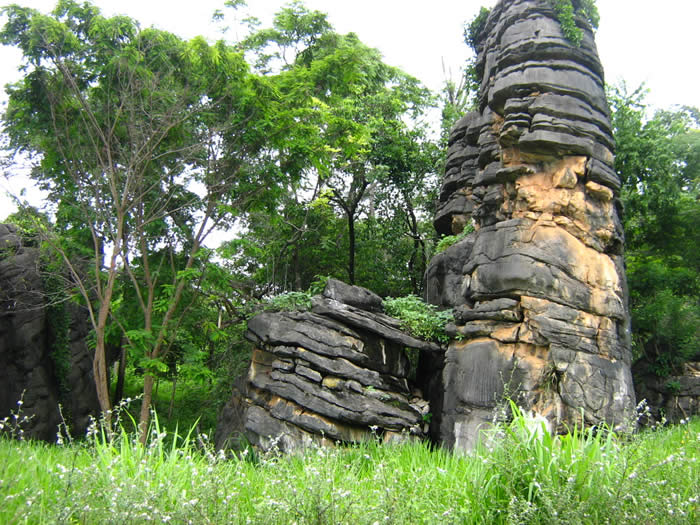
Formações rochosas na localidade de Sítio do Rio Grande

## História
Originalmente toda a região do Oeste Baiano, denominada Comarca do Rio de São Francisco, pertencia ao Estado de Pernambuco até o ano de 1824, onde está localizada a cidade de São Desidério, pertenceu ao município de Cotegipe (Campo Largo) até 1890. Em 1891, deste território emancipou o município de Angical e mais tarde emancipou o de Barreiras, e, em 22 de fevereiro de 1962, foi criado o município de São Desidério.
A região do oeste Baiano na margem esquerda do Rio São Francisco pertenceu ao estado de Pernambuco até meados de 1824. D. Pedro I a desligou do território pernambucano como punição pelo movimento separatista conhecido como Confederação do  Equador.  A então Comarca do Rio São Francisco foi o último território desmembrado do estado de Pernambuco, impondo àquele estado uma grande redução da extensão territorial, de 250 mil km² para os 98.311 km² atuais. Após três anos foi cedida ao Estado de Minas Gerais e, três anos depois, a região foi anexada ao Estado da Bahia em 1827.

### Emancipação política
Em 1962, São Desidério conquistou a sua emancipação política e deixou de ser um distrito da cidade de Barreiras para ser um município independente. Naquele ano, representantes de três partidos, o Partido Social Democrático – PSD, o Partido da União Democrática Nacional - UDN, e o Partido da República – PR, se reuniram para a composição do diretório político do município. Cada um dos partidos lançou um nome como candidato a prefeito da recém-criada cidade. Concorreram na ocasião: Abelardo Alencar, pelo PSD; Antonio Pereira da Rocha, pela UDN; e Celso Barbosa dos Santos, pelo PR. Com 526 votos, Abelardo Alencar foi eleito e tomou posse em 7 de abril de 1963.
No mesmo dia, tomaram posse os primeiros oito vereadores do município. Quatro deles do PSD, mesmo partido do prefeito Abelardo Alencar, dois da UDN e dois do PR. A primeira Câmara de Vereadores de São Desidério foi composta por: Olavo Pereira dos Santos (PSD) –  1º presidente da Câmara; José Ribeiro Sobrinho (PSD), Bento Alves das Neves (PSD), Cirino Alves Teixeira (PSD), Francisco José Pereira (UDN), Sebastião Camilo (UDN), José Alves de Souza Almeida (PR) e Edson José de Souza (PR).

## Turismo
O município tem lugares atrativos na natureza, uma boa opção de turismo. A exemplo tem o Sítio do Rio Grande (localizado no povoado de mesmo nome), com rio de águas cristalinas (sendo o rio do Rio Grande um dos principais afluentes do Rio São Francisco), paredão de pedras, rapel e muito mais beleza natural.